# Bergtóra Hanusardóttir
Bergtóra Hanusardóttir (Tórshavn, 1946. november 15. –) feröeri író, költő. Aktívan részt vett a női egyenjogúsági mozgalmakban, és nőjogi témájú ENSZ-konferenciákon is részt vett.
Költeményei először magazinokban jelentek meg. Azóta novellákat, verseket és színdarabokat is kiadott. Legutóbbi műve a Burtur című regény (2008). Írásait svéd, dán, norvég és német nyelvre is lefordították.

## Pályafutása
Gyermekkorában gyakran utazott Skúvoyra és Kirkjubøurba, valamint táncolt és atletizált. A Szent Ferenc iskolába, majd a hoydalari gimnáziumba járt. Érettségi után Dániába ment tanulni, és a Koppenhágai Egyetem fogorvosi karán diplomázott 1970-ben. 1975-ben lett a fogszabályozás (orthodontia) specialistája, és visszatért Feröerre, hogy Tórshavnban praktizáljon.
Késői tízes és korai húszas éveiben különféle függetlenség- és békepárti, illetve nőjogi szervezetekhez csatlakozott, és azóta számos bizottságban képviselte az egyenlőség és az etikus tudományos gyakorlat ügyét. Emellett kétszer főszerkesztője volt a Kvinnutíðindi című női lapnak, és részt vett az ENSZ nőjogi konferenciáin 1995-ben Pekingben és 2000-ben New Yorkban.

## Magánélete
Szülei Mia Trónd Jensen fogorvos Tórshavnból és Hanus D. Jensen hajós Skúvoyról. Három húga született. Gyermekei Tróndur (1976) és Ragnheiður (1979).